# Oreocarya aperta
Oreocarya aperta är en strävbladig växtart som beskrevs av Alice Eastwood. Oreocarya aperta ingår i släktet Oreocarya och familjen strävbladiga växter. Inga underarter finns listade i Catalogue of Life.